# Hector Poullet
Pour les articles homonymes, voir Poullet.
Ne doit pas être confondu avec Hector Chicken.
Hector Poullet est 
lexicographe, traducteur de créole guadeloupéen, scénariste de bande dessinée et ancien professeur de mathématique né en 1938.

## Biographie
Il est l'un des pionniers dans l'écriture de la langue créole et publie en 1984 le premier dictionnaire créole-français en collaboration avec Sylviane Telchid. En 1976, il souhaite dispenser des cours de « sur-soutien » en créole aux élèves les plus en difficultés. Une initiative finalement tolérée mais qui crée une vive polémique puisqu'alors, l'enseignement se fait uniquement en français.
Toujours avec Sylviane Telchid, il traduit les Fables de la Fontaine et des fables d'Ésope (Zayann I et II) en créole guadeloupéen. De la même façon, il traduit Le Grand Fossé (Grand Kannal-la), bande dessinée d'Astérix et Obélix, à la fois en créole guadeloupéen et martiniquais, aux côtés de Jean-Marc Rosier. Il a écrit des lexiques créole sur les mots du sport et sur les mots du sexe
Pour les adolescents, il écrit Code Noir et Nègres marrons, un ouvrage de vulgarisation sur l'histoire de l'esclavage aux Antilles et plus précisément sur le code noir, un code juridique du XVIIIe siècle.
Il a édité les deux tomes de la bande dessinée Les îles du vent, en 2009 et 2010, dessinée par Élodie Koeger, imitant le style des mangas. L'action se passe en Guadeloupe et dans les autres îles du Vent de la Polynésie française.

## Décorations
- Médaille d'honneur de l'engagement ultramarin, échelon or (2023)[5]

## Œuvres

### Dictionnaires
- Dictionnaire Creole-Français, Guadeloupe, Éditions Orphie, 1991, 567 p.  (ISBN 978-2-87763-805-0)
- Le Déterville : Dictionnaire Français-Créole, Guadeloupe, PLB Éditions, 2009,  (ISBN 978-2-35365-094-1)
- Dictionnaire de rimes créoles, Guadeloupe, Éditions Nestor, 2012,  (ISBN 978-2-36597-041-9)
- Dictionnaire des Créoles comparés de Guadeloupe et de Martinique, Martinique, Caraïbéditions, 2020,  (ISBN 978-2-37311-066-1)

### Lexiques
- Woulo: lexique des mots du sport, Guadeloupe, PLB Editions, 2004, 63 p.  (ISBN 2-912300-66-5)
- Zakari: mil mo kréyòl bò kaz, La Courneuve, Editions Art, 2006,  (ISBN 2-916237-15-1)
- Kòkòlò 1 : les mots du sexe en créole de Guadeloupe, Martinique, Caraïbéditions, 88 p. 2011,  (ISBN 978-2-91762-330-5)
- Kòkòlò 2 : les mots du sexe en créole de Guadeloupe, Martinique, Caraïbéditions, 88 p. 2011,  (ISBN 978-2-91762-336-7)
- Tonmblokoto : lexique des onomatopées en créole de Guadeloupe, Martinique, Caraïbéditions, 2013,  (ISBN 978-2-91762-361-9)

### Traductions
- (gcf) Jean de la Fontaine (trad. Hector Poullet et Sylviane Telchid), Zayann : Fables de La Fontaine, Les Abymes, PLB Éditions, 2002, 141 p. (ISBN 2-912300-47-9).
- (gcf + ht + gcr) Jean de la Fontaine et Ésope (trad. Hector Poullet et Sylviane Telchid), Zayann : Fables de La Fontaine et d’Ésope, Les Abymes, PLB Éditions, décembre 2000, 126 p. (ISBN 2912300479).
- (gcf) Albert Uderzo et René Goscinny (trad. Hector Poullet et Jean-Marc Rosier), Gran Kannal-la [« Le Grand Fossé »], Le Lamentin, Caraïbéditions, février 2008, 50 p. (ISBN 978-2-917623-00-8).
- (gcf) Annie Ernaux (trad. du français par Hector Poullet), Plas-la [« La Place »], Caraibeditions, 19 avril 2023, 128 p. (ISBN 2373111454, EAN 9782373111453)

### Albums
- Les îles du vent
  - Hector Poullet (ill. Elodie Koeger), Les îles du vent, t. 1, Lamentin, Caraïbéditions, septembre 2009, 192 p. (ISBN 9782917623107, EAN 9782917623107, OCLC 1134684987)
  - Hector Poullet (ill. Elodie Koeger), Les îles du vent, t. 2, Lamentin, Caraïbéditions, septembre 2010, 182 p. (ISBN 2917623179, EAN 9782917623176, OCLC 1256242792)
  - Hector Poullet (ill. Elodie Koeger), Les îles du vent, t. 3, Lamentin, Caraïbéditions, 26 mai 2016, 175 p. (ISBN 2917623462, EAN 9782917623466, OCLC 1007837316)